# حسام مديني
حسام مديني (مواليد 12 سبتمبر2002) هو لاعب كرة قدم سعودي لعب سابقاً في نادي الجبلين.